# Kragenziehen

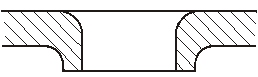
Beispiel eines Kragens oder Blechdurchzugs

Kragenziehen ist ein Umformverfahren, bei dem an Blechen oder Rohren durch Zugdruckbelastung Kragen genannte Blechdurchzüge aufgestellt werden. Nach DIN 8580 gehört Kragenziehen zu dem Umformverfahren Zugdruckumformen.
Beim Kragenziehen wird die herstellbare Teilegeometrie durch das verfahrensabhängige Umformvermögen des Werkstoffes begrenzt. Eine Erweiterung der Verfahrensgrenzen wird unter Umständen durch einen aufwendigen mehrstufigen Umformprozess erreicht.
Kragen werden für viele verschiedene Zwecke eingesetzt. Sie dienen zum Beispiel als Gewindedurchzug für Verschraubungen, der Durchführung von Kabeln, zur Fixierung oder als Trittschutz (Lochblech), als Lager für Wellen im Blech, zur Erhöhung der Biegesteifigkeit des Blechs.